# Otto Liebesný
Otto Liebesný  (* 6. Januar 1894 in Lomnice u Tišnova; † 1944 im KZ Auschwitz-Birkenau) war ein aus der Tschechoslowakei stammendes jüdisches Opfer des Holocausts.

## Leben
Otto Liebesný entstammt der Familie Liebesný, die in Lomnice u Tišnova seit dem 19. Jahrhundert lebte: auf dem jüdischen Friedhof in Lomnice befinden sich die Grabsteine des Kaufmanns Moritz Liebesný und seiner Frau Louisa Liebesná aus den 1820er Jahren. Otto Liebesný, ihr Sohn, heiratete Markéta Liebesná geborene Weissbartová (1898); beide lebten in Lomnice, deren Kinder Jan Liebesný, später Jan Líbezný (1923–2006) und Lilly Luisa Liebesná (1927–1944) wuchsen ebenfalls in Lomnice auf. Seit 1940 lebte in der Familie auch die Mutter von Markéta Liebesná, Frau Ida Weissbartová.
Im April 1942 wurde die Familie verhaftet. Otto Liebesný wurde vermutlich am 4. April 1942 mit dem Transport Ah Nr. 525 von Brünn nach Theresienstadt und dann mit dem Transport Eb Nr. 2055 von Theresienstadt nach Auschwitz deportiert. Während der Liquidation des Familienlagers BIIB in Auschwitz (Theresienstädter Familienlager oder Familienlager Theresienstadt) wurde er zwischen dem 10. Juli und 12. Juli 1944 in der Gaskammer ermordet.

## Stolperstein

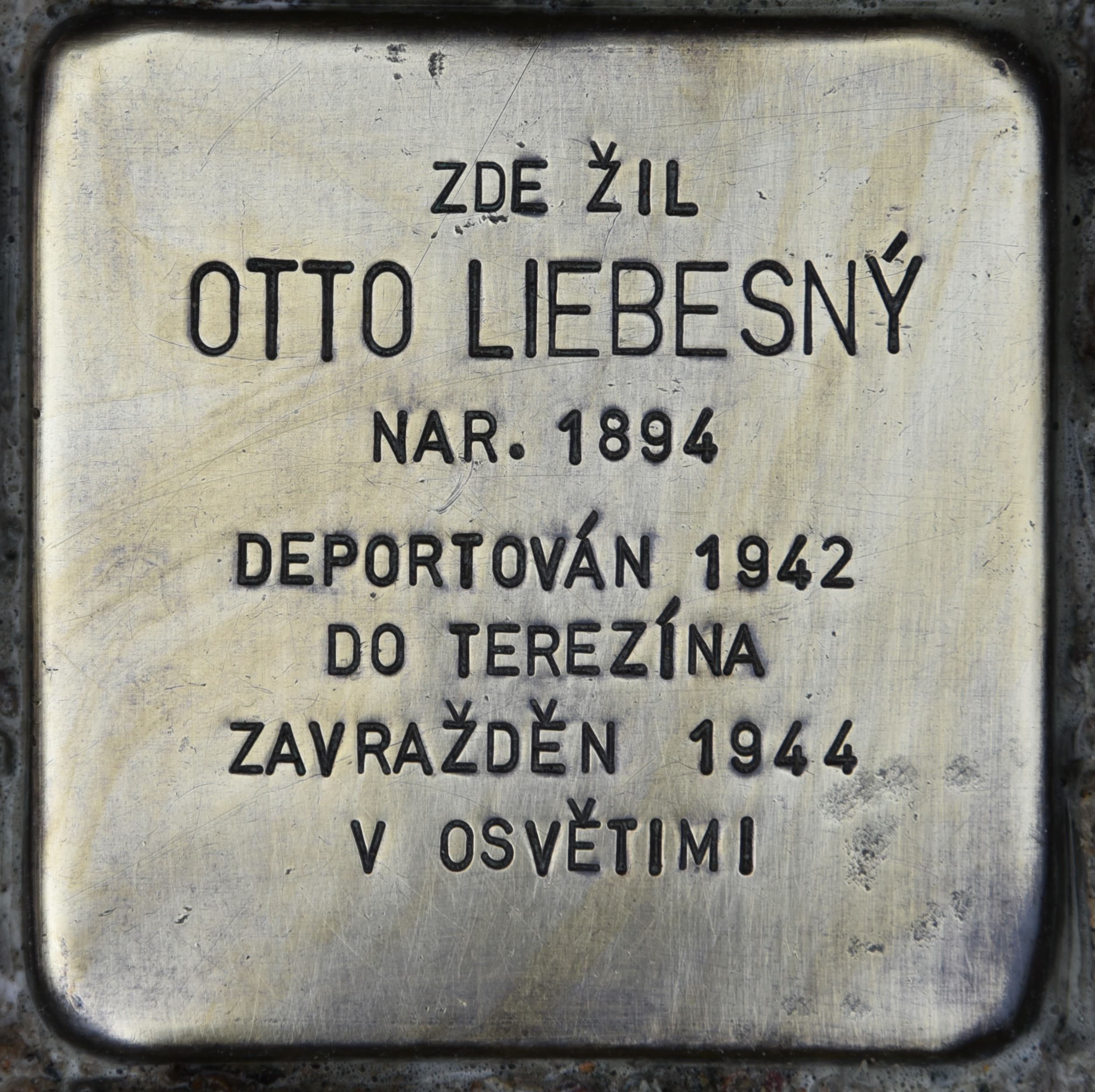
Stolperstein für Otto Liebesný

Am 17. September 2011 wurde vor dem Haus ul. Josefa Uhra 231 in Lomnice, wo sie bis zu ihrer Verhaftung und Deportation lebte, für sie ein Stolperstein gelegt.
Der Stolperstein trägt den folgenden Text (hier mit einer Übersetzung):
| ZDE ŽIL OTTO LIEBESNÝ NAR. 1894 DEPORTOVÁN 1942 DO TEREZÍNA ZAVRAŽDĚN 1944 V OSVĚTIMI | HIER LEBTE OTTO LIEBESNÝ GEB. 1894 DEPORTIERT 1942 NACH THERESIENSTADT ERMORDET 1944 IN AUSCHWITZ |

Das Ereignis, das im Rahmen der „Tage des europäischen Kulturerbes“ (Dny evropského dědictví v Lomnici) stattfand, stieß in der Region auf bedeutendes Echo. Über die Stolperstein-Verlegung in Lomnice berichtete ebenfalls die Onlineausgabe der überregionalen Zeitschrift Literární noviny vom 13. September 2011
Die „Kulturerbe-Tage“ werden in Lomnice alljährlich vom lokalen Verschönerungsverein OSLO veranstaltet, der sich auch für die Stolpersteinverlegung einsetzte. 2011 und 2013 wurden bei der Gelegenheit bisher insgesamt 9 Stolpersteine in der Gemeinde verlegt.